# Hugh Dancy
Hugh Michael Horace Dancy (ur. 19 czerwca 1975 w Stoke-on-Trent, w Anglii) – brytyjski aktor filmowy, teatralny i telewizyjny, model.

## Życiorys

### Wczesne lata
Urodził się w Stoke-on-Trent w hrabstwie ceremonialnym Staffordshire jako najstarsze dziecko publicystki Sarah Ann (z domu Birley) i brytyjskiego profesora filozofii na Reading University – Jonathana Dancy’ego. Ma młodszego brata Jacka (ur. 25 maja 1977) i siostrę Katharine Sarah Redman (ur. 5 marca 1980). Dorastał w Newcastle-under-Lyme, gdzie wieku od 5 do 10 lat uczęszczał do Edenhurst Preparatory School. Naukę kontynuował w Dragon School w Oksfordzie, a następnie w Winchesterze College w Winchesterze w hrabstwie Hampshire. Mając 18 lat uczył się aktorstwa w Winchesterze College Players, grając w komedii szekspirowskiej Wieczór Trzech Króli w Winchesterze oraz w Minack Theatre w Kornwalii. W 1997 ukończył literaturę angielską w St Peter’s College na Uniwersytecie w Oksfordzie. Dorabiał jako barman.

### Kariera
Występował na scenie w Londynie w kilku małych produkcjach teatralnych Williama Szekspira – Burza, Miarka za miarkę, Wieczór Trzech Króli, Wiele hałasu o nic oraz Lot nad kukułczym gniazdem Kena Keseya.
Przed kamerą stanął po raz pierwszy w brytyjskich serialach: Proces i odwet 2 (Trial & Retribution II, 1998), Nowe przygody Robin Hooda (The New Adventures of Robin Hood, 1998) i Dangerfield (1998-99). Biegły w języku francuskim, zagrał Francuza zafascynowanego rycerzami w serialu fantasy Zagadki z przeszłości/Łowcy skarbów (Relic Hunter, 2000). Debiutował na dużym ekranie rolą D’Artagnana w kolejnej brytyjsko-francuskiej adaptacji kinowej książki Aleksandra Dumasa Młode szpady (Young Blades, 2001) oraz amerykańskim dramacie wojennym Ridleya Scotta Helikopter w ogniu (Black Hawk Down, 2001) jako sierżant Kurt „Doc” Schmid.
Za rolę hrabiego Królestwa Essex Roberta Devereux w biograficznym melodramacie telewizyjnym HBO Elżbieta I (Elizabeth I, 2005) zdobył nominację do nagrody Emmy i Satelity. Zabłysnął w przygodowym dramacie wojennym Król Artur (King Arthur, 2004) jako Galahad, jeden z wiernych Rycerzy Okrągłego Stołu.
W 2004 wraz z Kate Moss wziął udział w kampanii reklamowej Burberry.
Swoje możliwości dramatyczne ukazał kreując rolę pełnego ideałów nauczyciela języka angielskiego w opartym na prawdziwych wydarzeniach dramacie Strzelając do psów (Shooting Dogs, 2005). W nieudanym sequelu Nagi instynkt 2 (Basic Instinct 2, 2006) z Sharon Stone zagrał postać londyńskiego dziennikarza, bestialsko zamordowanego przez hipnotyzującą i fascynującą kusicielkę. Za rolę Adama Rakiego w dramacie Adam (2009) opowiadającym o bohaterze z zespołem Aspergera, był nominowany do nagrody Satelita, a za rolę Teda w Martha Marcy May Marlene (2011) otrzymał nominację do nagrody Gotham.
Od 27 stycznia do 28 marca 2010 w MCC Theater grał w off-broadwayowskiej sztuce Alexi'a Kaye Campbella Duma (The Pride) z Benem Whishawem. W latach 2010–2011 w Manhattan Theatre Club grał główną rolę Thomasa w broadwayowskiej komedii erotycznej Wenus w futrze (Venus in Fur), za którą dostał nominację do nagrody Toby 2012 dla najlepszego aktora nowojorskich scen teatralnych.
W serialu NBC Hannibal (2013) wcielał się w agenta Willa Grahama, który mierzy się z prześladującymi go koszmarami z martwymi ludźmi, a także swoją własną ciemną stroną.

## Życie prywatne
Od 2006 spotyka się z aktorką Claire Danes, którą poznał na planie filmu Wieczór. Wspólnie zagrali w melodramacie Wieczór (Evening, 2007) oraz w 8. sezonie serialu Homeland. Zawarli związek małżeński we Francji we wrześniu 2009 r. Mają dwóch synów Cyrusa Michaela Christophera (ur. 17 grudnia 2012) oraz Rowana (ur. 27 sierpnia 2018) i córkę.

## Filmografia

### Filmy fabularne
- Trial & Retribution II (1998) jako Roberto Bellini
- Młode szpady (Young Blades, 2001) jako D’Artagnan
- Helikopter w ogniu (Black Hawk Down, 2001) jako Schmid
- Słownik snów (The Sleeping Dictionary, 2003) jako John Truscott
- 8 dni (Tempo, 2003) jako Jack
- Ella zaklęta (Ella Enchanted, 2004) jako książę Charmont
- Król Artur (King Arthur, 2004) jako Galahad
- Pieska śmierć (Shooting Dogs, 2005) jako Joe Connor
- Nagi instynkt 2 (Basic Instinct 2, 2006) jako Adam Towers
- Uwikłani (Savage Grace, 2007) jako Sam Green
- Krew jak czekolada (Blood and Chocolate, 2007) jako Aiden
- Rozważni i romantyczni – Klub miłośników Jane Austen (The Jane Austen Book Club, 2007) jako Grigg
- Wieczór (Evening, 2007) jako Buddy Wittenborn
- Adam (2009) jako Adam
- Wyznania zakupoholiczki (Confessions of a Shopaholic, 2009) jako Luke Brandon
- Trener (2010) jako Nick
- Martha Marcy May Marlene (2011) jako Ted
- Histeria - Romantyczna historia wibratora (2011) jako Mortimer Granville
- Our Idiot Brother (2011) jako Christian

### Filmy TV
- Pani Bovary (Madame Bovary, 2000) jako Leon
- Elżbieta (Elizabeth I, 2005) jako Robert Devereux, Hrabia Essex

### Seriale TV
- Dangerfield (1995–1999) jako Charlie Paige/Campbell (1998−1999, gościnnie)
- Kavanagh QC (1995–2001) jako Michael Woodley (1999, gościnnie)
- Cold Feet (1997–2003) jako Danny (gościnnie)
- Nowe przygody Robin Hooda (The New Adventures of Robin Hood, 1997–1999) jako Kyle (1998, gościnnie)
- Łowcy Skarbów (Relic Hunter, 1999–2002) jako Michel Previn (2000, gościnnie)
- David Copperfield (2000) jako David Copperfield
- Daniel Deronda (2002) jako Daniel Deronda
- Hannibal (2013) jako agent specjalny Will Graham